# 9П132 «Град-П»

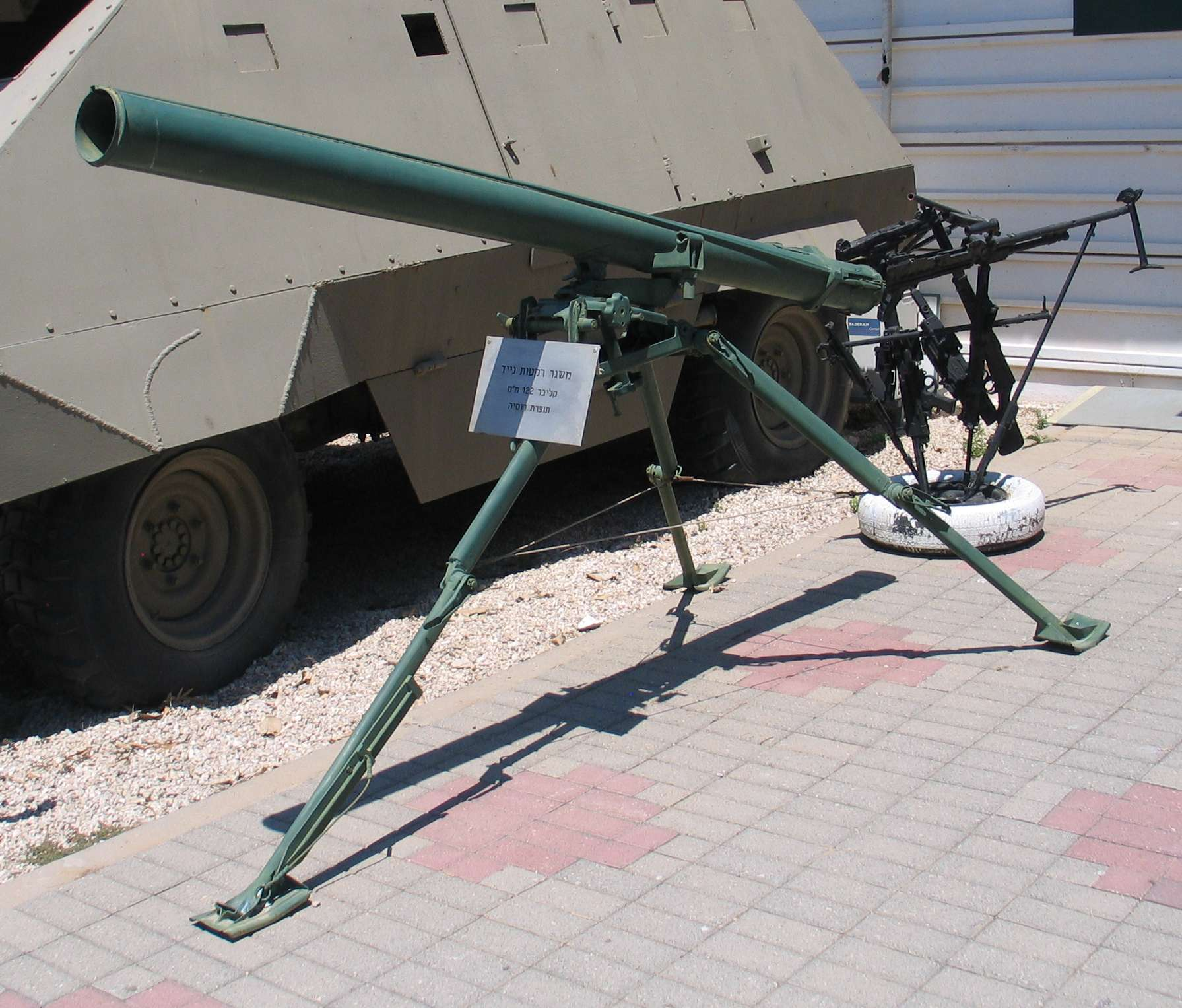
Установка в Музеї АОІ

9П132 «Град-П» («Партизан») — радянська переносна реактивна пускова установка. Розроблена на прохання уряду Демократичної республіки В'єтнам.

## Історія створення
Розробка пускової установки 9П132 була розпочата в 1965 році за дорученням ЦК КПРС. У завдання входило створення переносної пускової установки для стрільби снарядами на базі М-21ОФ. Основним розробником був призначений НДІ-147. Пороховим зарядом і запалювачем займався Пермський пороховий завод імені С. М. Кірова, детонатор розробляв казанський Завод № 144. Дослідний зразок був виготовлений і відправлений у в/ч 33491, де в період з 24 червня по 19 серпня 1965 року проходив випробування. За висновками комісії, установка була рекомендована до прийняття на озброєння спеціальних підрозділів.

## Серійне виробництво
Серійне виробництво для постачання за кордон було розгорнуто на Ковровському механічному заводі. Перші серійні установки були виготовлені в 1965 році, а перша партія відправлена за кордон навесні 1966 року.
| Графік серійного випуску 9П132 |      |      |      |      |
| 1965                           | 1966 | 1967 | 1970 | 1972 |
| 20                             | 380  | 420  | 406  | 155  |

## Опис конструкції
Основним призначенням установки 9П132 є використання партизанськими загонами проти живої сили, вогневих засобів і техніки противника, де ускладнене застосування звичайних артилерійських систем.
Пускова установка 9П132 являє собою напрямну трубчастої форми. Для додання обертання снаряду у напрямній трубі зроблений П-подібний паз.
Труба монтується на триногу з механізмом наведення.
Наведення здійснюють за допомогою прицілу ПБО-2 і артилерійської бусолі.
Установка може бути розібрана на два в'юки.
Вогонь ведеться снарядами 9М22М «Малюк». Самі снаряди теж розбірні і складаються з двох частин. Бойова частина повністю запозичена у снаряда М-21ОФ.
Запуск ракети здійснюється за допомогою герметичного виносного пульта з кабелем довжиною 20 метрів.
Збирання і приведення зброї в бойове положення триває 2,5 хвилини, а розбирання — не більше 2 хвилин.

## Модифікації

### Радянські
Дослідна модернізація
У 1968 році за розпорядженням Ради міністрів СРСР № 722-рс від 8 квітня, було розпочато роботи з модернізації пускової установки 9П132 та її снарядів. В ході модернізації був розроблений снаряд 9М22МД зі збільшеною максимальною дальністю стрільби в 15 км і снаряд 9М22МС із запальною частиною від стандартного снаряда 9М22С РСЗВ «Град». Крім того були проведені випробування двоствольного варіанту системи. За результатами робіт була виявлена висока нестійкість пускової установки при стрільбі новим снарядом зі збільшеною дальністю при кутах піднесення нижче 20-25°, додання другого ствола в установку обмежувало сектор кута наведення і вимагало збільшення обслуги на одну людини, крім того нові снаряди з вогняною сумішшю показали незадовільні результати при стрільбі.
9К510 «Ілюмінація»
У середині 1980-х для світлового забезпечення підрозділів ПТРК і протитанкової артилерії в нічний час на базі 9П132 була розроблена 122-мм переносна реактивна освітлювальна система 9К510 «Ілюмінація». До складу системи входять: пускова установка типу 9П132, виносний пульт 9П611 та реактивні освітлювальні снаряди 9М42 із складу РСЗВ Град. При освітленості в 2 лк, постріл здатний висвітлювати територію радіусом 500 м протягом 90 секунд. Бойова обслуга системи складає 2 людини.

### Румунські
У 2000-і румунськими фахівцями був розроблений новий варіант установки 9П132, адаптований для стрільби снарядами M21-OF-S.

## Оператори
- В'єтнам — всього поставлено не менше 955 одиниць 9П132 (400 одиниць передані в 1966 році[1], ще 400—1970[2], 155 — в 1972 році[2])
- Єгипет — кількість і статус невідомі[1]
- Іран — кількість і статус невідомі[1]
- КНР — кількість і статус невідомі[1]
- Куба — кількість і статус невідомі[1]
- Ліван — кількість і статус невідомі[2]
- Малі — кількість і статус невідомі[1]
- Нікарагуа — 100 одиниць 9П132, станом на 2010 рік [5]
- Пакистан — кількість і статус невідомі[1]
- Палестина — кількість і статус невідомі[1]
- Румунія — кількість і статус невідомі[1]
- Сирія — кількість і статус невідомі[1]
- Судан — кількість і статус невідомі
- Росія — кількість і статус невідомі

## Бойове застосування
- Війна у В'єтнамі — використовували війська Демократичної Республіки В'єтнам проти армії США. Особливо ефективно система показала себе при обстрілі аеродромів[2];
- Війна за Огаден (1977—1978) — використовували кубинські війська[1];
- палестинські терористи використовують для обстрілів Ізраїлю[1];
- Війна в Україні одну установку знищено бійцями 72 омбр ЗСУ, використовується військами рф

### Російсько-українська війна
Перебував на озброєнні російських терористів під час війни на сході України. Зокрема, за даними спільного центру з контролю та координації такі установки були використані російськими терористами в боях за Широкине для обстрілів позицій українських військових в червні 2015 року. Так, лише за один обстріл було зафіксовано 47 вибухів.
31 січня 2021 року російські збройні формування обстріляли українські позиції з боку тимчасово окупованої Яковлівки у напрямку підконтрольної уряду Авдіївки із застосуванням легкої переносної ракетної системи Град-П. Українська місія продемонструвала іноземним дипломатам фотодокази місця вибуху та фрагмент хвостової частини 122-мм ракети від «Град-П».

## Оцінка проекту
У ході багаторічного застосування в різних частинах світу, система «Партизан» довела свою високу надійність і безвідмовність навіть в умовах високої вологості. Були відзначені випадки коли пускові установки системи ховали в затоплених рисових полях, а після вилучення вони безвідмовно продовжували роботу. При порівнянні з аналогами ряд американських експертів зазначав, що 107-мм китайська переносна реактивна система легше і зручніше, проте за іншими параметрами таким як дальність стрільби та бойова потужність, ніяких оцінок не наведено.

## Примірники на експозиції в музеях
- Росія — Військово-історичний музей артилерії, інженерних військ і військ зв'язку в Санкт-Петербурзі
- В'єтнам — Музей Хо Ши Міна в Ханої
- Ізраїль — Музей Армії оборони Ізраїлю

### Виноски
1. ↑  Повний перелік в розділі «Оператори»